# Leirvík

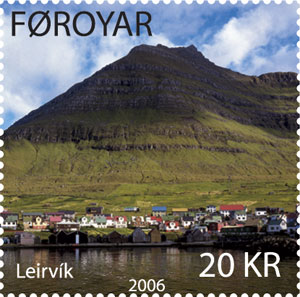
Francobollo faroese FO 551

Leirvík è una località delle Isole Fær Øer ed un porto per traghetti di rilevanza locale sulla costa orientale dell'isola di Eysturoy, la seconda dell'arcipelago per grandezza. Al 31 dicembre 2002, Leirvík ha 867 abitanti. Ha costituito un comune autonomo fino al gennaio 2009 quando è stata unita a Gøtu nel nuovo comune di Eystur. Oltre che per il traghettamento per Klaksvík, Leirvík è importante anche per l'industria della lavorazione del pesce. Nell'aprile 2006 è stato aperto il Norðoyatunnilin, un tunnel sottomarino che la collega direttamente a Klaksvík.
Scavi archeologici hanno dimostrato che la città fu abitata per la prima volta nel IX secolo dai vichinghi. Si dice che nel 1349 tutti gli abitanti morirono a causa della peste.